# The Blue Jays
The Blue Jays waren een niet lang bestaand Amerikaans doowop-ensemble uit Venice, Californië.

## Bezetting
- Leon Peels[2] (geboren 1936, Newport (Arkansas), †1999, Venice, California)
- Van Richardson
- Alex Manigo/Manigeault[3]
- Leonard Davidson

## Geschiedenis
The Blue Jays werden geformeerd in 1961 en nadat ze op een amateuravond in het Fox Theatre hadden opgetreden, werden ze door Werly Fairburn gevraagd om bij zijn Milestone Records te tekenen. Hun debuutsingle was Lover's Island, geschreven door groepsleden Leon Peels en Alex Manigeault, die een hit werd in de Verenigde Staten en in 1961 #31 bereikte in de Billboard Hot 100. Latere singles waren onder meer Tears are Falling (1961) en The Right to Love (1962), maar de groep zag geen succes meer en ging uit elkaar in 1962. Later tijdens de jaren 1960 begon Leon Peels kort met een solocarrière.